# Familia de Vesta (astronomía)

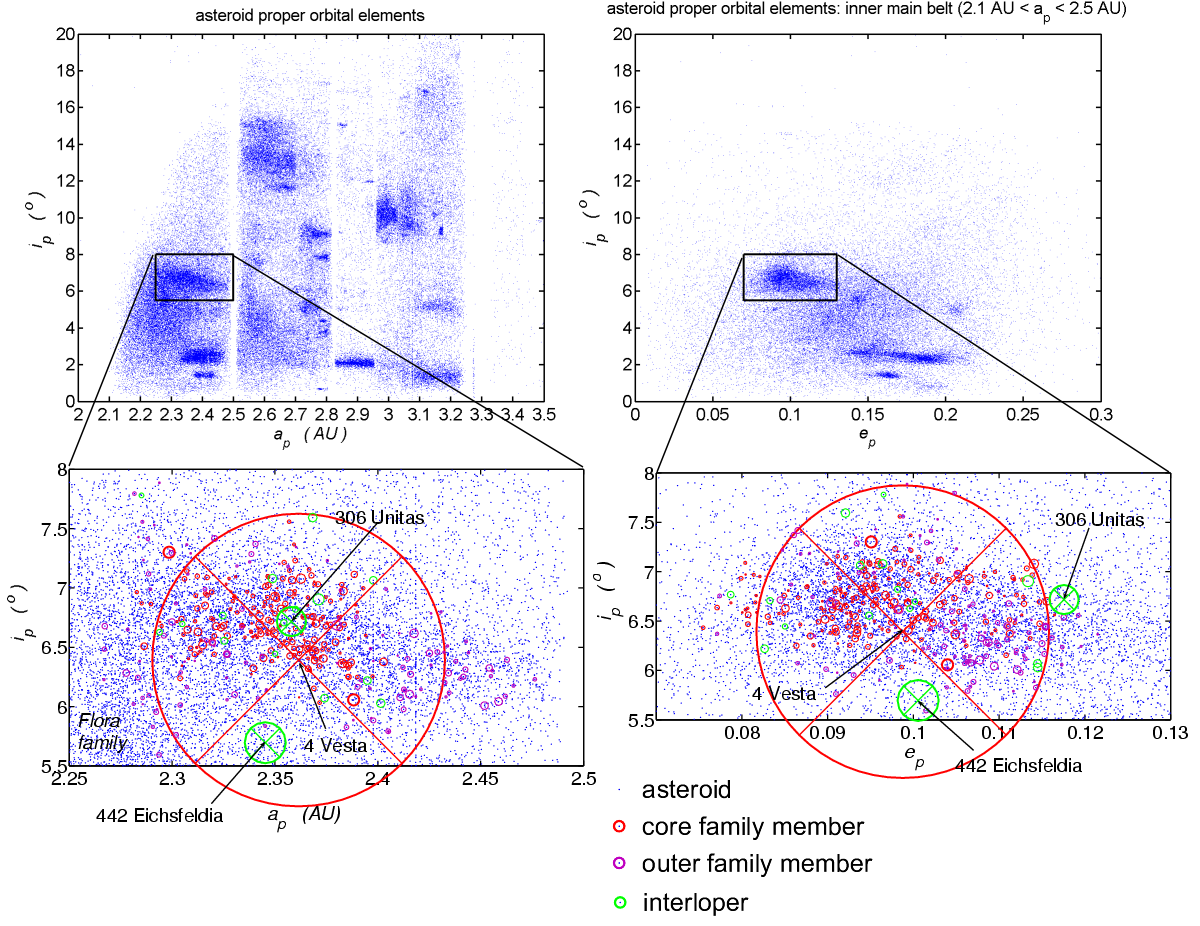
Diagramas que muestran la ubicación y las características de la familia de asteroides Vesta.

La familia de Vesta es una gran familia de asteroides, mayoritariamente del tipo V, del cinturón de asteroides en las cercanías de Vesta.
Aproximadamente el 6 % del cinturón principal de asteroides pertenecen a esta familia.

## Características
Los asteroides vestianos están formados por (4) Vesta, el segundo asteroide más masivo de todos ( con un diámetro medio de 530 km), y muchos asteroides pequeños de menos de 10 km de diámetro. Los más brillantes de ellos, (1929) Kollaa y (2045) Peking , tienen una magnitud absoluta de 12,2, lo que les daría un radio de unos 7,5 km suponiendo el mismo albedo elevado que Vesta.
La familia se originó a partir de un impacto en el asteroide Vesta , siendo el cráter gigante del polo sur el lugar probable del impacto. Se cree que la familia es la fuente de los meteoritos HED.
La familia Vesta también incluye algunos asteroides de tipo J (relacionados con el tipo V ), que se cree que provienen de las capas más profundas de la corteza de Vesta y son similares a los meteoritos de diogenita.
Un análisis numérico (realizado por Zappala en 1995) determinó un gran grupo de miembros de la familia "central", cuyos elementos orbitales propios se encuentran en los rangos aproximados:
|     | ap      | ep    | ip   |
| --- | ------- | ----- | ---- |
| min | 2.26 UA | 0.075 | 5.6° |
| max | 2.48 AU | 0.122 | 7.9° |

Esto nos da los límites aproximados de la familia. En la época actual, el rango de elementos orbitales osculantes de estos miembros centrales es:
|     | a       | e     | i    |
| --- | ------- | ----- | ---- |
| min | 2.26 UA | 0.035 | 5.0° |
| max | 2.48 AU | 0.162 | 8.3° |

El análisis de Zappala de 1995 encontró 235 miembros principales. Una búsqueda en una base de datos reciente de elementos propios de 96.944 planetas menores en 2005 arrojó 6.051 objetos (aproximadamente el 6% del total) que se encuentran dentro de la región de la familia Vesta, según la primera tabla anterior.

## Miembros mas grandes de la familia
| Nombre              | Magnitud absoluta | Diámetro (km) | a (UA) | e     | i     |
| ------------------- | ----------------- | ------------- | ------ | ----- | ----- |
| (4) Vesta           | 3.25              | 525           | 2.3615 | 0.099 | 6.393 |
| (63) Ausonia        | 7.13              | 116           | 2.3952 | 0.121 | 6.216 |
| (556) Phyllis       | 9.54              | 36            | 2.4654 | 0.119 | 6.065 |
| (1145) Robelmonte   | 11.47             | 24            | 2.4243 | 0.124 | 6.598 |
| (2045) Peking       | 12.21             | 9.7           | 2.3799 | 0.090 | 6.685 |
| (2346) Lilio        | 12.52             | 10            | 2.3712 | 0.113 | 6.904 |
| (3376) Armandhammer | 12.53             | 7.9           | 2.3488 | 0.096 | 7.079 |
| (1906) Naef         | 12.54             | 7.9           | 2.3736 | 0.099 | 6.405 |
| (2590) Mourão       | 12.56             | 7.9           | 2.3425 | 0.097 | 6.762 |
| (2086) Newell       | 12.57             | 6.1           | 2.4015 | 0.115 | 6.028 |

## Intrusos
Los análisis espectroscópicos han demostrado que algunos de los Vestianos más grandes son, de hecho, intrusos. No son de la clase espectral V o J , pero tienen elementos orbitales similares por coincidencia. Estos incluyen (306) Unitas , (442) Eichsfeldia , (1697) Koskenniemi , (1781) Van Biesbroeck , (2024) McLaughlin , (2029) Binomi , (2086) Newell , (2346) Lilio y otros. (Identificados mediante la inspección del conjunto de datos de taxonomía de asteroides PDS).